# Les Morfalous
 (novembre 2020).
Si vous disposez d'ouvrages ou d'articles de référence ou si vous connaissez des sites web de qualité traitant du thème abordé ici, merci de compléter l'article en donnant les références utiles à sa vérifiabilité et en les liant à la section « Notes et références ».
Pour plus de détails, voir Fiche technique et Distribution.
Les Morfalous est un film français réalisé par Henri Verneuil sorti le 28 mars 1984.
Il présente des similitudes avec le film américain De l'or pour les braves (1970) de Brian G. Hutton, au point d'être parfois assimilé à un remake de ce dernier.
Pierre Siniac, coscénariste du film, est l'auteur du roman de même nom dont il est adapté, paru en 1968 dans la collection Série noire.

## Résumé (synopsis)
Afrique du Nord, 1943 : quatre légionnaires, chargés de convoyer six milliards de francs en lingots d'or tentent de détourner la cargaison à leur profit. Le devoir et l'intérêt s'affrontent.

## Détails
En Tunisie, pendant la Seconde Guerre mondiale, un convoi de la Légion étrangère est chargé de transporter six milliards de francs en lingots d'or, de la banque d'El Ksour à Sfax.
Les Allemands présents en ville tirent à vue sur le convoi. Seuls quatre légionnaires échappent à la fusillade. Ils découvrent l'artilleur Béral assis dans les toilettes d'un bâtiment. Borzik se fait tuer en tentant une sortie de nuit avec l'adjudant Édouard Mahuzard afin de récupérer armes et munitions. Grâce à un obusier de 105 encore en état de marche et servi par Béral, les Allemands de la 4e compagnie siégeant dans la ville sont délogés et tués, sauf le capitaine Ulrich Dieterle et le lieutenant Karl Brenner.
Le sergent Pierre Augagneur et Boissier ont dans l'idée de s'approprier l'or alors que Mahuzard tient à accomplir la mission initiale. Une bagarre éclate entre Mahuzard et Augagneur. Augagneur triomphe et fait enfermer Mahuzard. Il est attiré par Hélène, la femme du directeur de la banque, qu'il tente de séduire. Après avoir pris des provisions chez elle, ils sont surpris par l'arrivée du lieutenant allemand prénommé Karl, dont le char d'assaut tire un coup de semonce dans la maison. Il est capturé par Augagneur qui entre pour saluer Hélène.
Pendant ce temps dans la banque, Mahuzard convainc Béral de le libérer et fait prisonnier Boissier. Il capture Augagneur et Karl dès leur retour. Il dîne ensuite en compagnie du directeur de la banque et de Béral avec les victuailles d'Hélène, qui subtilise discrètement la clé de la salle des coffres où sont enfermés Augagneur, Boissier et Karl. Elle leur remet la clé avec des victuailles, et ceux-ci s'échappent. Mahuzard et Béral chargent de l'or dans un fourgon blindé et s'apprêtent à partir. Le directeur de la banque meurt en urinant sur une ligne à haute tension. Augagneur, Boissier et Karl reviennent avec le char d'assaut et les surprennent. Augagneur envoie alors Boissier s'emparer du fourgon sous la menace du canon de son char, non sans avoir dans l'intervalle fait feu sur les débris du fort où le capitaine Ulrich Dieterle survivait encore. Mahuzard mitraille Boissier, le tuant, et tente de s'échapper ; le char fait feu et détruit totalement le fourgon, tuant Mahuzard et Béral sur le coup. Hélène revient et complote alors avec Augagneur pour éliminer Karl, le légionnaire refuse. Les deux soldats chargent alors l'essentiel des lingots sur le char, n'en laissant que 300 kg à Hélène qui devient folle de rage. Le char prend la route du sud, pour rencontrer un contrebandier américain censé leur échanger l'or contre de l'argent liquide. Il marque un arrêt dans un poste de ravitaillement allemand pour refaire le plein. Karl convainc alors Augagneur de débarquer temporairement du char afin de ne pas être repéré. Une fois dans le camp, le commandant allemand veut faire un contrôle sur la présence inopinée de ce char dans cette région. Augagneur intervient pour sauver la situation. Karl repart ensuite du camp sans s'arrêter pour reprendre Augagneur, qui grimpe malgré tout sur le char à son insu. Le lendemain, Augagneur force Karl à descendre du char, et lui confisque son uniforme. Il rencontre en plein désert son contact américain, qui lui offre d'échanger sa cargaison d'or contre 68 000 dollars. Toute la 1re armée française vient au rendez-vous ; Augagneur renonce à l'or et aux dollars, contre le statut du héros qui a sauvé l'or francais d'Afrique. Il en profite pour séduire Mme Chanterelle, l'épouse du responsable de l'Union des banques d'Afrique du Nord.
Le film se conclut par une citation de Blaise Cendrars[réf. nécessaire] : « J'étais l'homme le plus riche du monde, l'or m'a ruiné ».

## Fiche technique
- Titre original : Les Morfalous
- Réalisation : Henri Verneuil
- Scénario : Henri Verneuil, Michel Audiard et Pierre Siniac, d'après son roman du même nom
- Dialogues : Michel Audiard
- Directeur de la photographie : Edmond Séchan
- Ingénieurs du son : Alain Sempé et Jacques Maumont
- Décors : Jacques Saulnier
- Montage : Pierre Gillette
- Musique : Georges Delerue
- Assistant réalisateur : Jean-Pierre Vergne
- Bagarres réglées par Claude Carliez et son équipe
- Production : Alain Belmondo (pour Cerito Films), Henri Verneuil (pour V Films) et Tarak Ben Ammar (en Tunisie)
- Directeur de production : Jacques Juranville
- Bruiteur : Daniel Couteau
- Budget : 30 millions de francs[3] (soit environ 9,36 millions d'euros en 2022[4])
- Pays :  France
- Langues originales : français et allemand
- Format : couleur — 1.66:1 — 35 mm — son monophonique
- Genre : action, comédie, guerre
- Durée : 106 minutes
- Date de sortie : 28 mars 1984 (France)
- Affiche : Renato Casaro (France)

## Distribution
- Jean-Paul Belmondo : le sergent Pierre Augagneur
- Michel Constantin : l'adjudant Édouard Mahuzard
- Marie Laforêt : Hélène Laroche-Fréon
- Michel Creton : le légionnaire Boissier
- Jacques Villeret : le brigadier Béral
- François Perrot : François Laroche-Fréon, le directeur de la banque
- Matthias Habich : Karl Brenner
- Maurice Auzel : le soldat Borzik
- Michel Beaune : le général français
- Caroline Silhol : Mme Chanterelle
- Pierre Semmler : le capitaine Ulrich Dieterle
- Gérard Buhr : l'officier du camp de ravitaillement
- Robert Lombard : M. Chanterelle

## Sortie et accueil
Mal reçu par la critique, Les Morfalous sort en France le 28 mars 1984 dans 459 salles et prend facilement la première place du box-office la semaine de sa sortie avec 1 644 688 entrées, un démarrage similaire au précédent film avec Belmondo en tête d'affiche, Le Marginal (1 815 273 entrées en octobre 1983). La semaine suivante, le long métrage reste en tête du box-office avec 914 464 entrées, portant le total à 2 559 152 entrées. Alors que la deuxième semaine affichait une baisse de 45 % par rapport à son démarrage, ce qui est considéré comme acceptable, la troisième semaine d'exploitation des Morfalous connaît une sérieuse baisse de fréquentation de 60 % avec 375 604 entrées, le faisant rétrograder en seconde place du box-office et 2 934 756 entrées cumulées,, alors qu'en trois semaines, Le Marginal est toujours en tête du box-office et s'approche des 3 500 000 entrées.
Le film continue sa baisse de fréquentation et quitte le top 30 hebdomadaire après la semaine du 23 mai 1984 avec 3 496 097 entrées cumulées et finit son exploitation avec 3 621 540 entrées, dont 757 560 entrées sur Paris. Si le score des Morfalous est très enviable, il marque pour la première fois un fléchissement en faisant un million de spectateurs de moins que les précédents films avec Belmondo, notamment Le Professionnel, L'As des as et Le Marginal qui ont fini avec plus ou moins de 5 000 000 entrées entre 1981 et 1983.
En Allemagne de l'Ouest, pays où Belmondo a également eu des succès au box-office, Les Morfalous totalise 583 703 entrées, ce qui le positionne à la 30e place du box-office allemand, un résultat en forte baisse par rapport aux précédents films avec l'acteur.

## Autour du film
- Un morfalou désigne une personne dotée d'un appétit vorace[13].
- Avant le générique final, apparait la phrase : « J'étais l'homme le plus riche du monde, l'or m'a ruiné »[réf. nécessaire] en référence au livre de Blaise Cendrars, L'Or[2].
- Il s'agit du dernier film, sorti en salles de son vivant, écrit par Michel Audiard. Ses deux derniers scénarios, La Cage aux folles 3 et On ne meurt que deux fois, sortiront quelques mois après sa mort, en juillet 1985.
- C'est le deuxième des trois films mettant en vedette Belmondo et Marie Laforêt (après Flic ou Voyou), le dernier étant Joyeuses Pâques.
- Le char est un SK-105 Kürassier autrichien ; il est reconnaissable à ses galets de roulement troués, à sa boursouflure sur l'arrière supérieur de la tourelle, à sa tourelle centrale, au châssis et à ses pots lance-fumigènes au nombre de trois.
- Alors que tous les films de Belmondo depuis Flic ou Voyou (hormis Le Guignolo) ont dépassé le million d'entrées à Paris et sa périphérie, Les Morfalous connaît une trajectoire décevante. Avec 382 347 entrées en première semaine sur Paris (4e meilleure première semaine de tous les temps à l'époque de sa sortie, les deux premières étant Le Marginal et L'As des as avec ce même Belmondo), le film s'arrête à 757 000 entrées en région parisienne en fin d'exploitation, un score important pour un film français. Il est affligé d'un bouche à oreille médiocre et, de ce fait, n'a pas réalisé un résultat meilleur. La presse spécialisée en fait l'écho à l'époque.
- Le film réalise 3,6 millions d'entrées en France et 700 000 en Allemagne de l'Ouest.

Erreurs ou incohérences scénaristiques
- Le film est censé se dérouler à El Ksour, le 8 avril 1943. La ville serait alors aux mains des Allemands, alors qu'historiquement la région d'El Ksour a été évacuée par les troupes germano-italiennes fin janvier 1943.
- Le début du générique montre El Ksour fumant après d'importants combats. La ville est présentée comme un port (la mer est clairement visible puisque le film est tourné à Mahdia[14]), alors qu'El Ksour se situe dans une zone montagneuse de l'ouest du pays, près de la frontière algérienne, très loin de la mer et de Sfax.
- Le modèle de Traction avec le capot strié (ouïes) est sorti après la guerre. Auparavant, les Tractions avaient deux clapets ouvrants sur le capot.
- Karl Brenner propose à Augagneur un itinéraire empruntant un couloir passant à travers les lignes de combat. Sur une carte fantaisiste, qui ne respecte pas la position des différentes armées à l'époque, il annonce : « nous allons friser les moustaches de Rommel ». Or, Erwin Rommel est rappelé définitivement en Allemagne le 9 mars 1943. Il ne se trouve donc plus en Tunisie en avril 1943.
- Karl Brenner a servi dans la 21e Panzerdivision ; cependant, la marque tactique visible sur le char est celle de la 15e Panzerdivision. Les deux unités appartenaient bien à l'Afrikakorps et ont combattu en Tunisie.
- Il est peu probable qu'une banque de quelque importance ait pu se trouver à El Ksour, loin des principales agglomérations tunisiennes.
- L'armement du 1er bataillon de marche de la Légion étrangère montre des armes britanniques comme des PM Sten et des FM Bren, peu probable pour des légionnaires français ; la légion utilisant notamment des FM 29 Châtellerault. Bien que les Forces françaises libres disposaient de matériels étrangers, ce n'était pas le cas, de la Légion[réf. nécessaire]. À la fin du film, plusieurs soldats français sont équipés de pistolets-mitrailleurs MAT 49, arme mise en service au début des années 50 et qui n'existait donc pas en 1943.
- Hélène propose à Augagneur d'échanger les lingots contre des dollars de « la filière Turner », en expliquant qu'il est impossible de profiter de lingots estampillés de numéros de série connus de tous. Or, il aurait suffi de fondre cet or pour faire disparaître le numéro, permettant ainsi de l'écouler plus facilement par petites quantités.
- Après la destruction du camion où l'or a été entreposé, Karl et Augagneur chargent une grande partie des lingots dans le char. 300 kg d'or vont à Hélène. Augagneur et Karl embarquent, selon les mots outrés d'Hélène, 10 000 kg. Or, un char d'assaut, quel que soit son modèle, ne peut ni accueillir dans son étroit volume une telle masse (même en évacuant les munitions, ce qu'Augagneur et Karl ne font pas), ni supporter ce surcroît de poids. Il s'agit ici d'un char léger de 15 à 17 tonnes à pleine charge et de 13 à 15 tonnes à vide, et donc techniquement incapable de supporter 10 tonnes supplémentaires.
- Lorsque Augagneur pénètre dans le camp allemand afin de laisser Karl remplir le réservoir du char, il en profite pour prendre en otage un officier supérieur du camp. Il place alors des charges explosives dans les poches de l'officier et menace de lui faire tirer dessus, au risque de le faire exploser et de détruire par la même occasion tout le camp. Si l'officier allemand avait réfléchi, il aurait pu comprendre que l'explosion aurait également tué Augagneur et son acolyte de circonstance, Karl. Augagneur ne pouvait donc pas faire sérieusement tirer sur les charges explosives, sauf à  compromettre sa propre vie.
- À la fin du film, Augagneur attend Alcide en dormant dans son char estampillé de la croix de guerre allemande. Ce dernier est bien en vue sur un chott, avec le canon prenant en enfilade la route coupant le chott. À son réveil, il est entouré par un régiment français, lequel aurait fort bien pu le détruire à distance pour libérer la route.
- Il y a des erreurs dans les uniformes français. Les légionnaires portent des cartouchières doubles qui ne seront produites qu'à partir de 1945. Par ailleurs, l'adjudant Mahuzard et le sergent Augagneur étant des sous-officiers, devraient porter des képis noirs et non blancs ; seuls les militaires du rang portent le képi blanc à la Légion étrangère.
- Le char du film est anachronique. Ce modèle, un SK-105 Kürassier, a été conçu en 1967 et livré aux armées clientes en 1971.